# Glacier Aurora
Le glacier Aurora est un glacier d'Alaska aux États-Unis situé dans la région de recensement de Hoonah-Angoon. Long de 6,4 km, il débute à l'est de la montagne July Fourth, et s'étend en direction du nord-ouest jusqu'à un champ de glace situé entre le glacier Reid et le glacier Brady à l'intérieur du parc national de Glacier Bay, à 100 km au nord-ouest de Hoonah, dans la chaîne Saint-Élie.